# Kodomonokuni-Linie
| Triebzug der Baureihe Y000 bei Onda |                                          |                           |                        |
| Streckenlänge: | 3,4 km                                   |                           |                        |
| Spurweite: | 1067 mm (Kapspur)                        |                           |                        |
| Stromsystem: | 1500 V =                                 |                           |                        |
| Streckengeschwindigkeit: | 65 km/h                                  |                           |                        |
| Zweigleisigkeit: | nein                                     |                           |                        |
| |                                          |                           |                        |
| Gesellschaft: | Yokohama Kōsoku Tetsudō / Tōkyū Dentetsu |                           |                        |
| \| \| \| ↔ Yokohama-Linie \| 1908– \| \| \| 0,0 \| Nagatsuta (長津田) \| 1908– \| \| \| \| ↔ Den’entoshi-Linie \| 1966– \| \| \| \| Onda-gawa \| \| \| \| \| Betriebswerk Nagatsuta \| \| \| \| 1,8 \| Onda (恩田) \| 2000– \| \| \| \| Nara-gawa \| \| \| \| \| \| \| \| \| 3,4 \| Kodomonokuni (こどもの国) \| 1967– \| |                                          |                           |                        |
| Strecke quer |                                          | ↔ Yokohama-Linie          | 1908–                  |
| Abzweig quer und von rechts | 0,0                                      | Nagatsuta (長津田)        | 1908–                  |
| Strecke |                                          | ↔ Den’entoshi-Linie       | 1966–                  |
| Brücke über Wasserlauf |                                          | Onda-gawa                 | Onda-gawa              |
| Betriebsstelle Streckenanfang und quer · Abzweig geradeaus und von rechts |                                          | Betriebswerk Nagatsuta    | Betriebswerk Nagatsuta |
| Bahnhof | 1,8                                      | Onda (恩田)               | 2000–                  |
| Brücke über Wasserlauf |                                          | Nara-gawa                 | Nara-gawa              |
| Brücke über Wasserlauf |                                          |                           |                        |
| Kopfbahnhof Streckenende | 3,4                                      | Kodomonokuni (こどもの国) | 1967–                  |

Die Kodomonokuni-Linie (jap. こどもの国線) ist eine Eisenbahnstrecke auf der japanischen Insel Honshū, die im Besitz der Bahngesellschaft Yokohama Kōsoku Tetsudō ist und in deren Auftrag von der Tōkyū Dentetsu betrieben wird. Die kurze Stichstrecke im Norden der Stadt Yokohama erschließt unter anderem den namensgebenden Freizeitpark Kodomo no kuni.

## Beschreibung
Die in Kapspur (1067 mm) verlegte Strecke ist eingleisig und mit 1500 V Gleichspannung elektrifiziert. Sie zweigt im Bahnhof Nagatsuta im Stadtbezirk Midori-ku von der Den’entoshi-Linie ab und führt in nördlicher Richtung über eine Entfernung von 3,4 km zum Bahnhof Kodomonokuni. Dieser steht unmittelbar neben dem Freizeitpark Kodomo no kuni. Zugkreuzungen sind nur im dazwischen liegenden Bahnhof Onda möglich. Die Höchstgeschwindigkeit ist auf 65 km/h beschränkt, Nagatsuta ist der einzige mit Personal besetzte Bahnhof. Neben dem Bahnhof Onda befindet sich seit 1972 ein Depot mit sechs Gleisen, in dem Züge von Tōkyū Dentetsu abgestellt und gewartet werden.

## Züge
Züge verkehren zwischen 6 und 23 Uhr. Während der Hauptverkehrszeit wird ein 10-Minuten-Takt angeboten, ansonsten ein 20-Minuten-Takt. An Feiertagen (beispielsweise während der Goldenen Woche) wird ebenfalls alle zehn Minuten gefahren, entsprechend dem größeren Besucherandrang im Freizeitpark.
Vor der Aufwertung zu einer Vorortslinie im Jahr 2000 war der Bahnbetrieb auf die Öffnungszeiten des Freizeitparks beschränkt. Aus diesem Grund fuhren die Züge nur zwischen 8 und 18 Uhr. An Ruhetagen im Freizeitpark (üblicherweise am Montag) war der Fahrplan stark ausgedünnt, hingegen war die Zahl der Verbindungen an Feiertagen höher. Da es damals noch keine Ausweiche gab, konnte jeweils nur ein einziger Zug auf der Strecke verkehren; bei großem Andrang hängte man mehr Wagen an.

## Geschichte
Auf dem Gelände eines ehemaligen Munitionsdepots der Kaiserlich Japanischen Armee hatte eine Wohlfahrtsorganisation im Mai 1965 den nach ihr benannten Freizeitpark Kodomo no kuni (こどもの国, dt. „Kinderland“) eröffnet. Um die Anreise zu erleichtern, baute die Organisation eine Zubringerlinie zum Bahnhof Nagatsuta und übertrug die Betriebsführung an die Tōkyū Dentetsu. Die Eröffnung der Strecke erfolgte am 28. April 1967. Aufgrund verstärkter Wohnbautätigkeit in der Umgebung ab Ende der 1980er Jahre entstand allmählich das Bedürfnis, die reine Ausflugsbahn für den allgemeinen Personenverkehr auszubauen. Zu diesem Zweck wurde sie am 1. April 1997 an die Bahngesellschaft Yokohama Kōsoku Tetsudō verkauft. Die neue Besitzerin richtete am 10. November desselben Jahres einen Schienenersatzverkehr ein, um die Strecke vollständig erneuern zu können. Am 29. März 2000 wurde die Strecke mitsamt dem neuen Bahnhof Onda wiedereröffnet. Tōkyū Dentetsu ist bis heute weiterhin für den Bahnbetrieb zuständig.

## Liste der Bahnhöfe

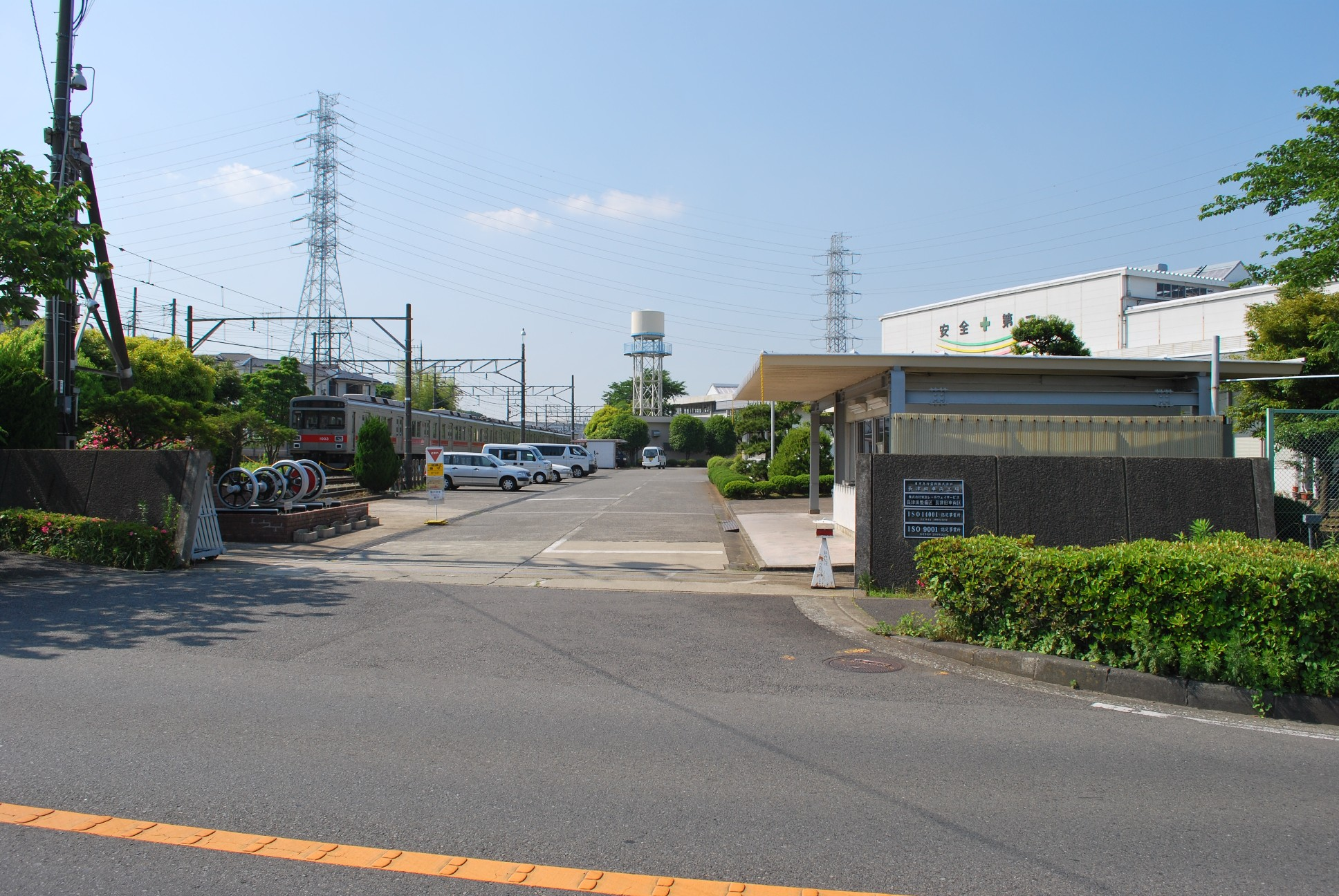
Depot beim Bahnhof Onda

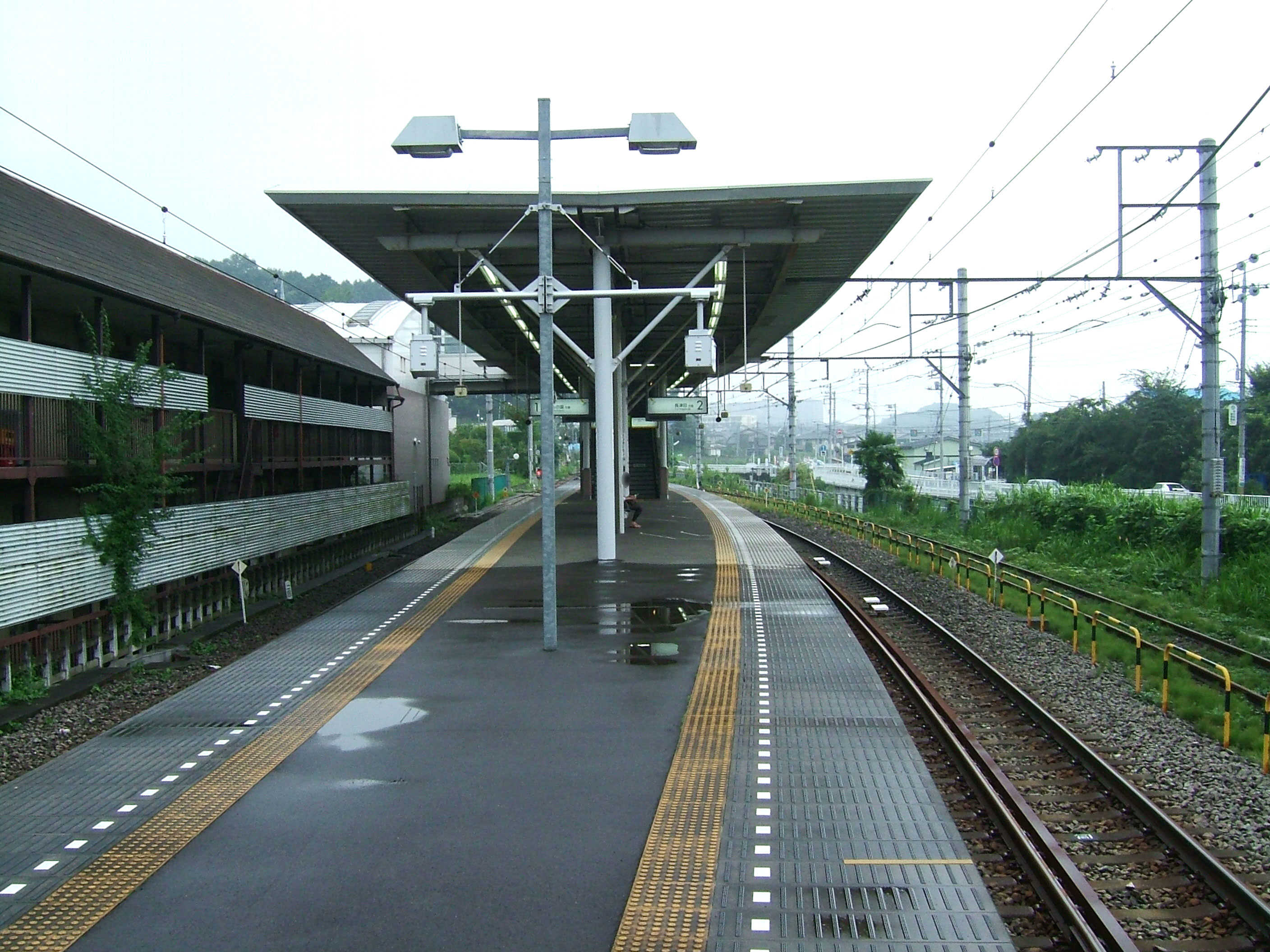
Bahnhof Onda

| Name | Name                      | km  | Anschlusslinien                  | Lage   | Ort                 |
| ---- | ------------------------- | --- | -------------------------------- | ------ | ------------------- |
| KD01 | Nagatsuta (長津田)        | 0,0 | Yokohama-Linie Den’entoshi-Linie | Koord. | Midori-ku, Yokohama |
| KD02 | Onda (恩田)               | 1,8 |                                  | Koord. | Aoba-ku, Yokohama   |
| KD03 | Kodomonokuni (こどもの国) | 3,4 |                                  | Koord. | Aoba-ku, Yokohama   |